# 威廉·贺加斯
威廉·贺加斯（英語：William Hogarth，1697年11月10日—1764年10月26日），一译霍加斯，英国著名画家、版画家、讽刺画家和欧洲连环漫画的先驱。他的作品题材广泛，从卓越的现实主义肖像画到连环画系列。其中许多作品经常讽刺和嘲笑当时的政治和风俗。后来这种风格被称为“贺加斯风格”。賀加斯還集雕刻、印刷到行銷於一身，這種兼做商人的藝術家在當時是相當罕有的。

## 生平
贺加斯出生于伦敦附近的巴多罗摩，父亲是一位教师。年轻时贺加斯在莱斯特广场作为雕版家埃利斯·甘波的学徒，学习刻版印刷简单的图片。他很喜欢大都会的街道生活和伦敦的市集，经常画一些他见到的人自娱自乐。他的父亲开了一家不成功的咖啡店，后来因为负债被判入监5年。1720年 霍加斯开始自己开业做刻版印刷，一开始只为人印制印家徽、商店券、藏书券等。1729年3月3日，他与艺术家詹姆斯·桑希尔的女儿简·桑希尔结婚。
1764年，贺加斯在伦敦逝世，埋葬在圣尼古拉斯教堂墓园。他的好友演员戴维·盖瑞克为他的墓碑题词。

## 作品

### 畫作

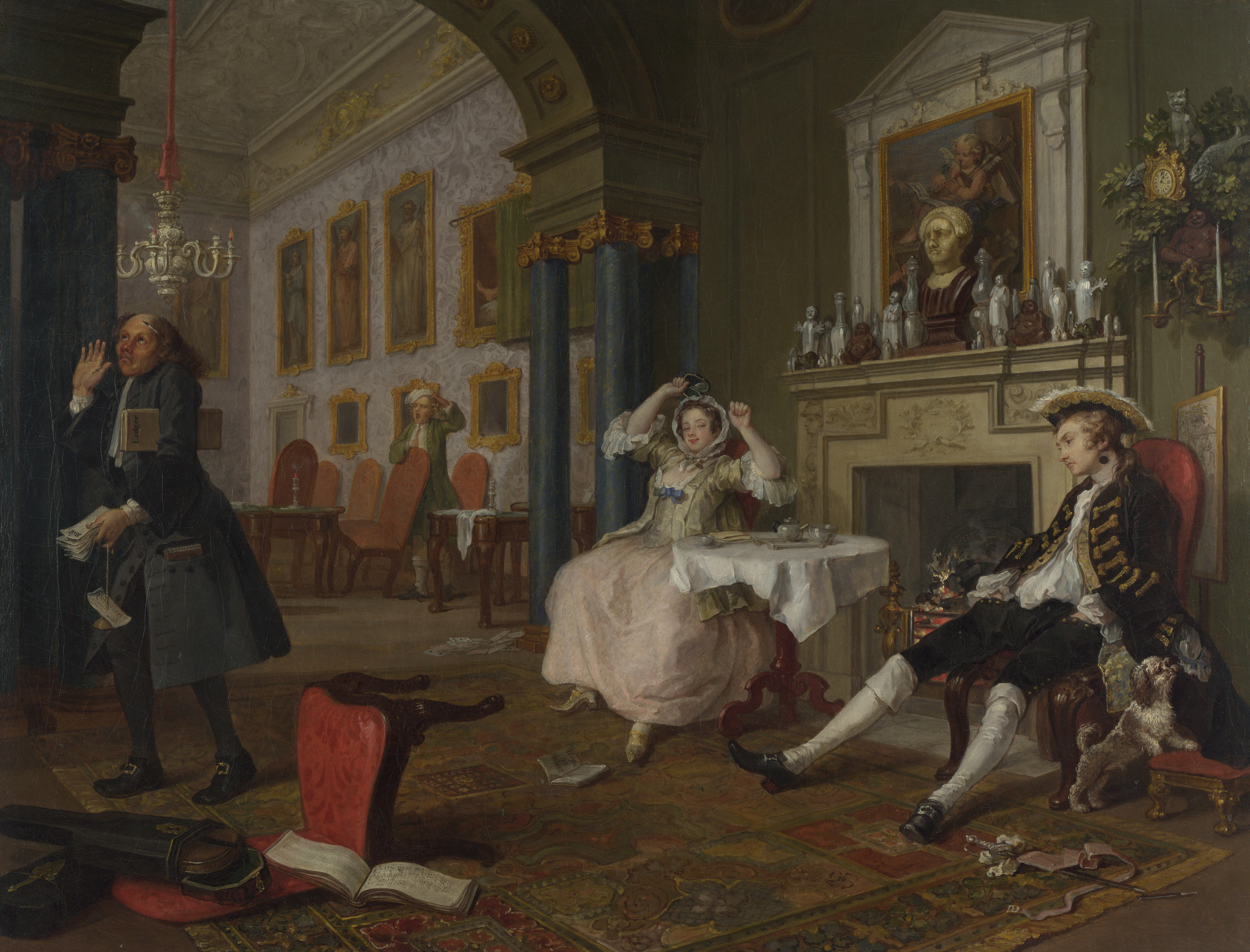
Marriage à-la-mode, Shortly After the Marriage

#### 早期作品
早期的讽刺作品包括1721年的《Emblematical Print on the South Sea Scheme》，描绘了1720年南海泡沫事件，该事件是当时證券界的一个丑闻，英国的男女老少都争先抢购南海公司的股票，造成股票价格一路上升，最终导致大批人的破产。画面表现了人们丧失理智的疯狂。

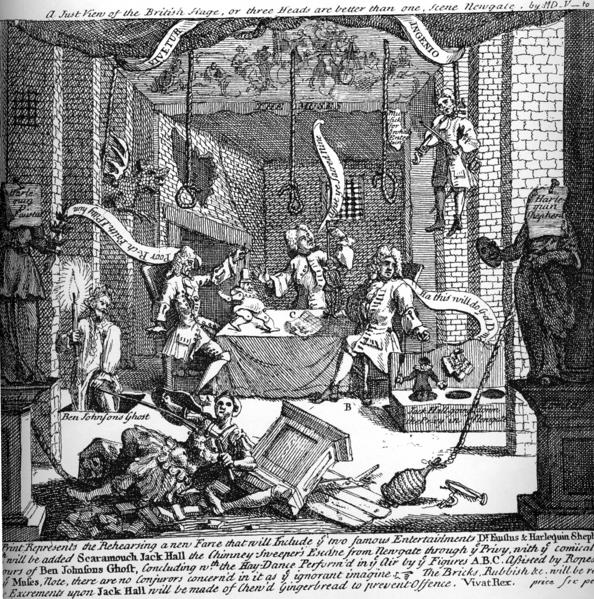
《A Just View of the British Stage》1724年

其他早期作品还有《The Lottery 》、《The Mystery of Masonry brought to Light by the Gormogons 》、《A Just View of the British Stage》和一些书籍插图。

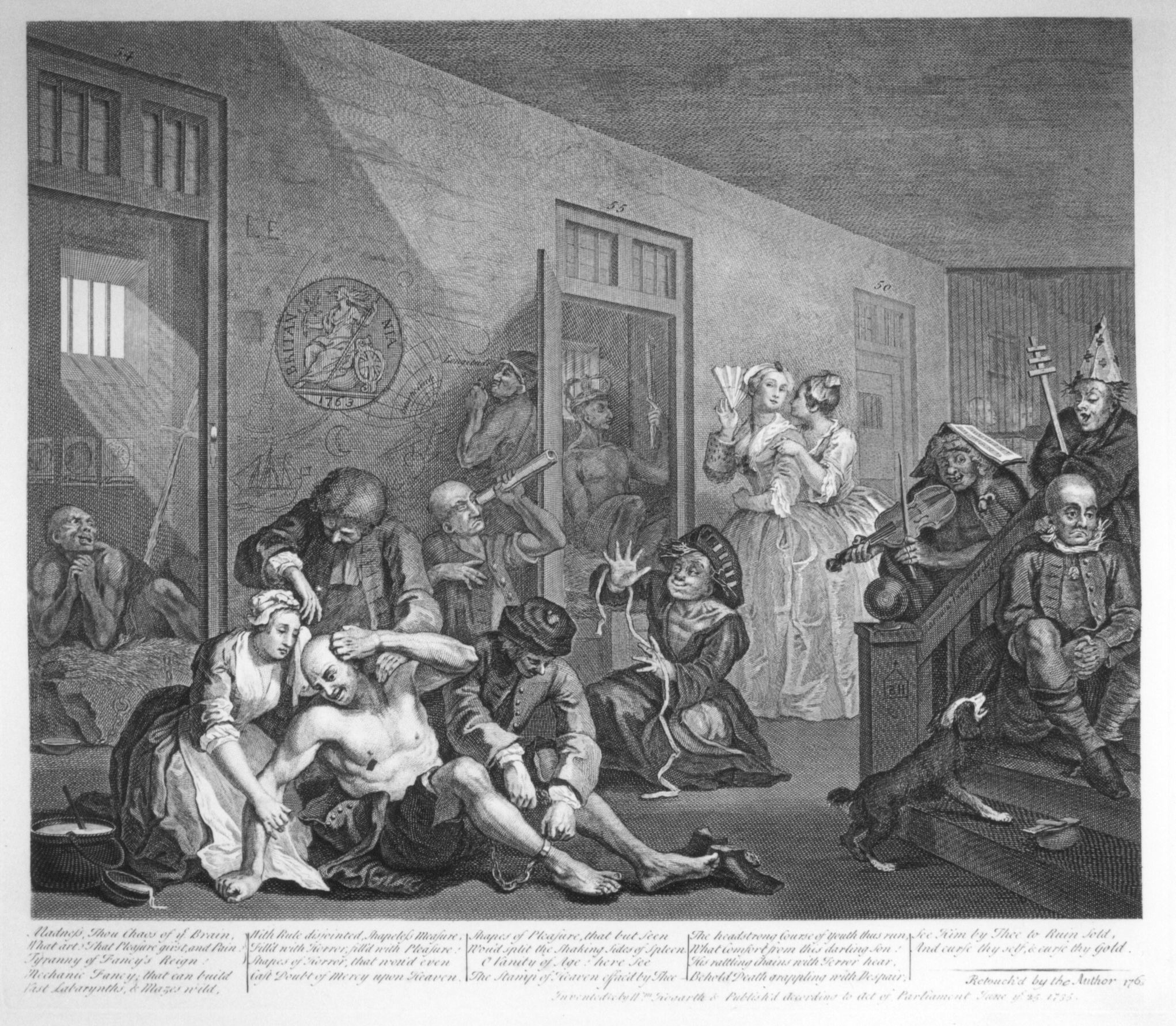
浪子生涯, Plate 8, 1735

#### 啤酒街和金酒小巷

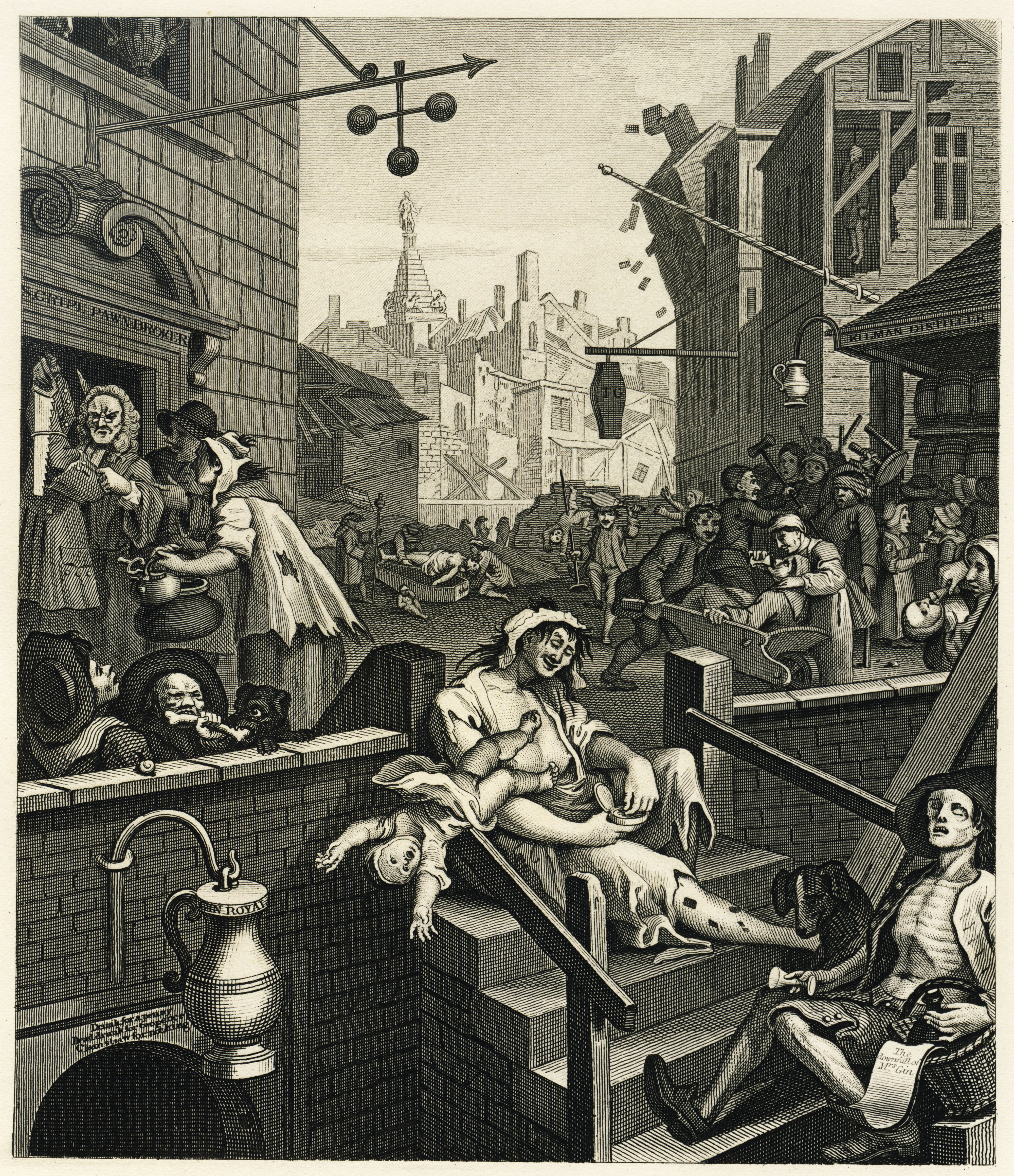
《金酒小巷》

后期他的重要作品包括描绘酒精后果的图画警告——《啤酒街》（Beer Street）和《金酒小巷》（Gin Lane）。《啤酒街》展现了一个快乐的城市在饮用一种“好”的英国啤酒饮料，与此相对《金酒小巷》描绘了饮用烈性酒金酒的后果，在社会上引起社会的问题。《啤酒街》的人们健康、快乐和充满生气；《金酒小巷》的人们瘦脊、懒惰并漫不经心。画面前方的女子将她的孩子摔死，来源于朱迪斯·迪福尔将她孩子勒死以便将孩子的衣服卖了换金酒的故事。

#### 肖像

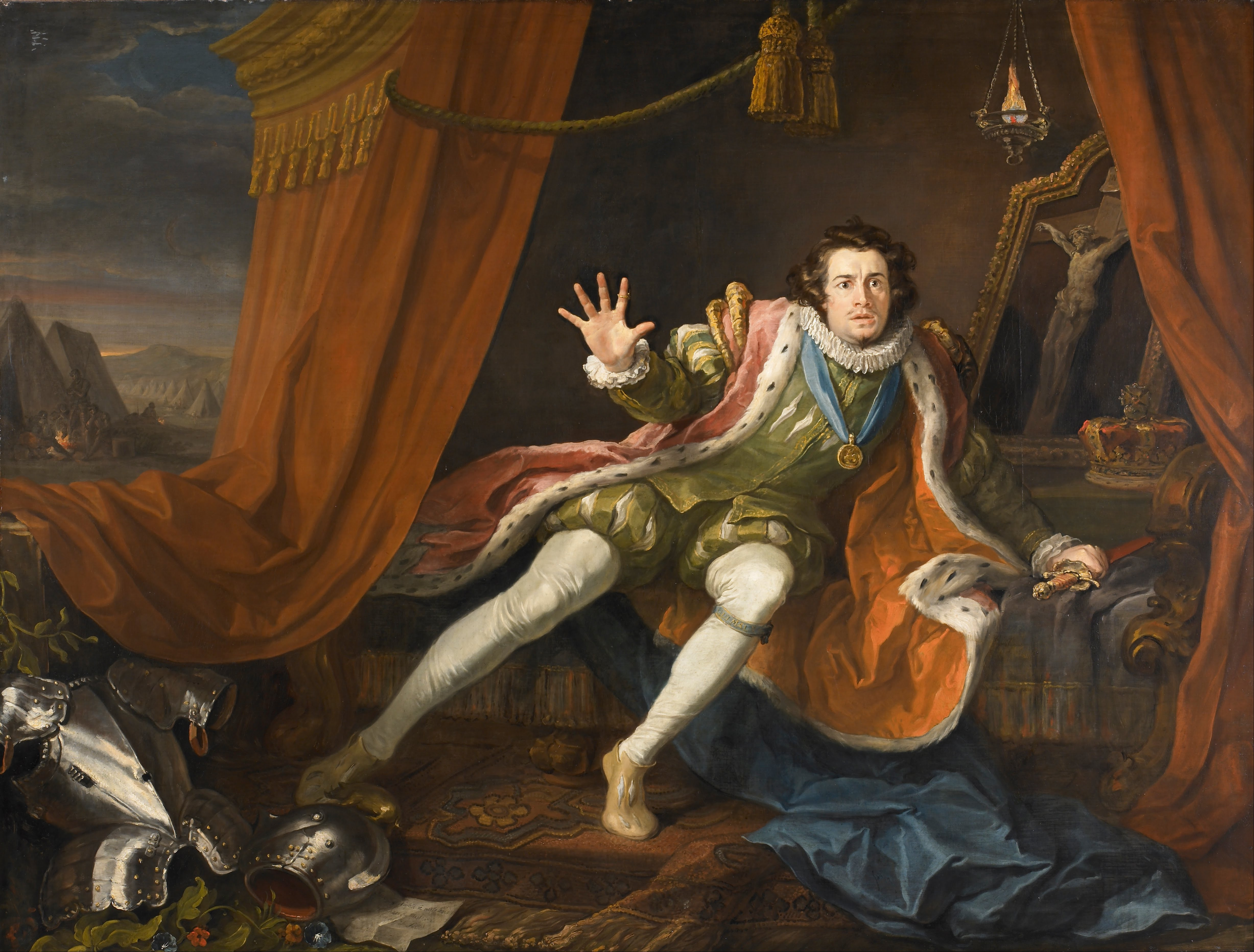
David Garrick as Richard III, 1745

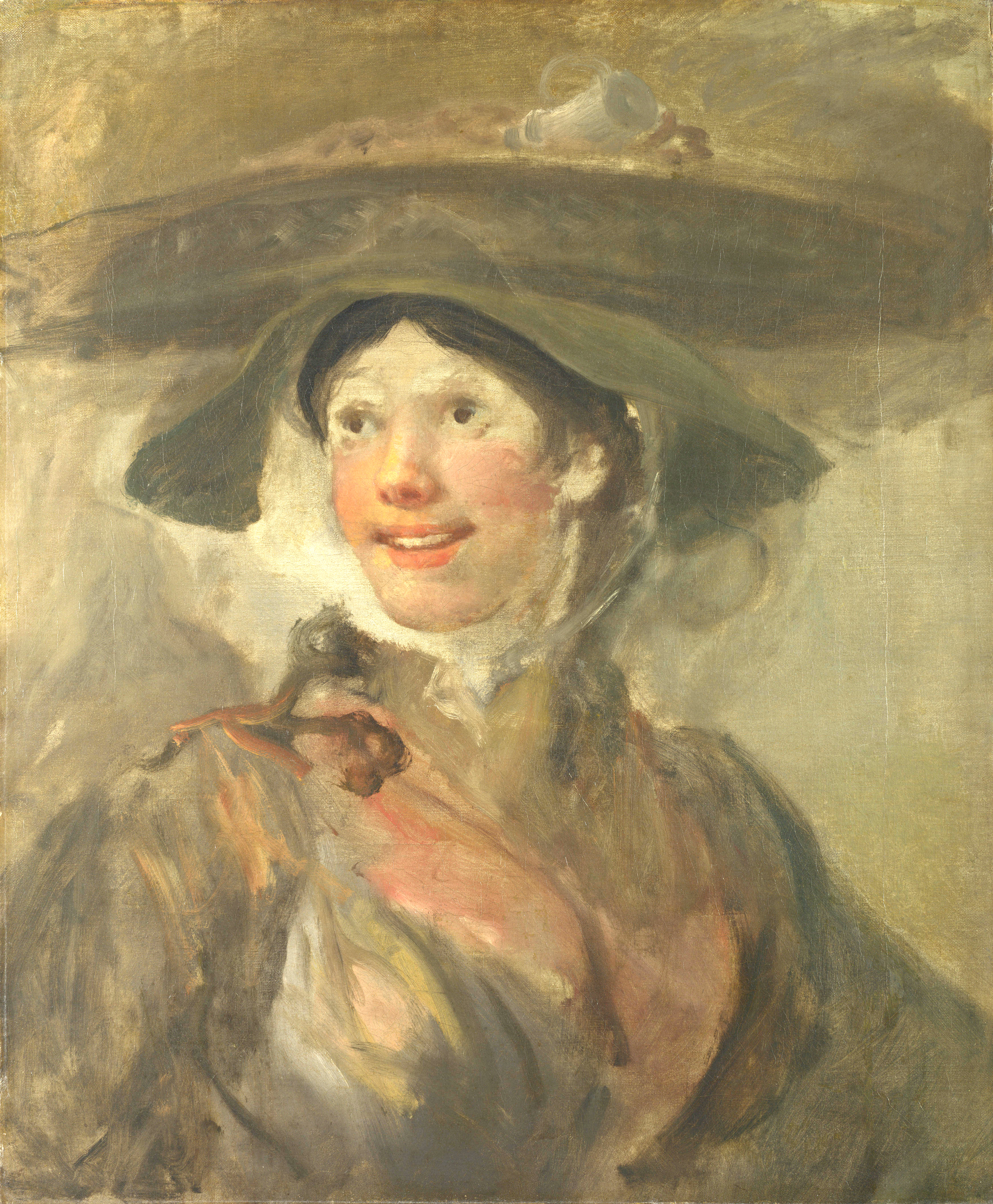
The Shrimp Girl, 1740

霍加斯也是一位受欢迎的肖像画家。 1745年，他将演员大卫加里克描绘成英格兰国王理查三世，为此他获得了200英镑的奖金，“他写道，”这比任何英国艺术家收到的单幅肖像画都要多。“ 1746年，一幅为第十一代勞瓦德勳爵西門·弗雷澤所作的素描在伯爵本人在塔希尔被斩首后，取得了非凡的成功。 在1740年，他为他的朋友，慈善家托马斯·考勒姆的儿童基金会创作了一幅考勒姆本人真实，生动的全身肖像（现藏于The Foundling Museum）。他还有一幅描绘卖鱼女的未完成肖像， 题为卖虾女孩（现藏于国家美术馆 (伦敦)），是英国绘画史上的杰作。 他还为他的妻子和他的两个姐妹以及许多其他人画过肖像，其中包括霍德利主教(Benjamin Hoadly)和赫林主教(Thomas Herring)。

### 著作
- 1753年, 贺加斯出版所著的美学书 The Analysis of Beauty《美的分析》[2]

## 影響

### 藝術版權發端
1732年賀加斯推出《妓女歷程》（A Harlot's Progress）的系列雕版畫，與另一作《浪子歷程》（ A Rake's Progress ），一同大獲市場歡迎。而其他版畫商就跟風私自印刷、出售這些作品，賀加斯於是就到英國國會遊說，要求更有力的法例，管制未有授權而再版他與其他藝術家作品的行為。在藝術家們的遊說下，英國議會於1735年6月25日通過了《版畫版權法》（Engravers' Copyright Act，又Hogarth's Act），是世界上首部針對視覺作品的版權法案，亦首次確認了視覺藝術家的著作權。法令當時保護的僅限版畫雕刻家，後來陸續又增訂涵蓋繪畫、雕塑等其他藝術品的條文。

## 延伸阅读

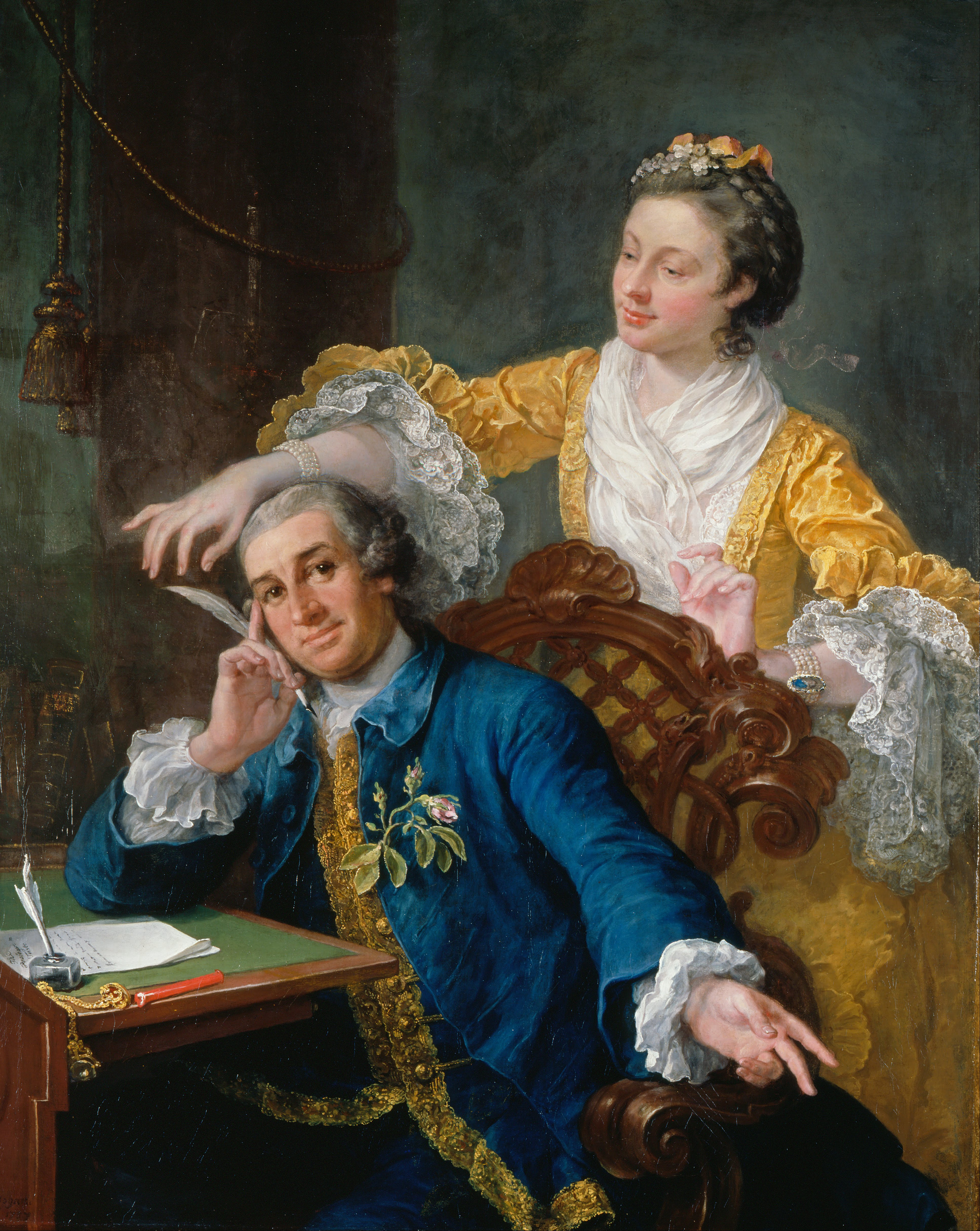
霍迦斯在1757年所畫的好朋友戴维·盖瑞克夫妻肖像

- William Hogarth, John Bowyer Nichols,  ed. Anecdotes of William Hogarth, Written by Himself (J. B. Nichols and Son, 25 Parliament Street, London, 1833)
- Peter Quennell, Hogarth's Progress (London, New York, Ayer Co., 1955, ISBN 978-0836981452)
- Quennell, Peter. "Hogarth's Election Series." History Today (Apr 1953) 3#4 pp 221–232
- Frederick Antal, Hogarth and His Place in European Art (London 1962).
- Georg Christoph Lichtenberg, Ausführliche Erklärung der Hogarthischen Kupferstiche (Munich: Carl Hanser Verlag, 1972, ISBN 3-86150-042-6)
- Sean Shesgreen, Hogarth 101 Prints (New York: Dover 1973).
- David Bindman, Hogarth (London 1981).
- Sean Shesgreen, Hogarth and the Times-of-the-Day Tradition (Ithaca, New York: Cornell UP, 1983).
- Ronald Paulson, Hogarth's Graphic Works (3rd edn, London 1989).
- Ronald Paulson, Hogarth, 3 vols. (New Brunswick 1991–93).
- Elizabeth Einberg, Hogarth the Painter (London: Tate Gallery, 1997).
- Jenny Uglow, Hogarth: A Life and a World (London 1997).
- Frédéric Ogée and Hans-Peter Wagner, eds., William Hogarth: Theater and the Theater of Life (Los Angeles, 1997).
- Hans-Peter Wagner, William Hogarth: Das graphische Werk (Saarbrücken, 1998; revised edition, Trier 2013).
- David Bindman, Frédéric Ogée and Peter Wagner, eds. Hogarth: Representing Nature's Machines (Manchester, 2001)
- Bernadette Fort, and Angela Rosenthal, eds., The Other Hogarth: Aesthetics of Difference (Princeton: Princeton UP, 2001)
- Christine Riding and Mark Hallet, "Hogarth" (Tate Publishing, London, 2006).
- Robin Simon, Hogarth, France and British Art: The rise of the arts in eighteenth-century Britain （页面存档备份，存于） (London, 2007)
- Ilias Chrissochoidis, "Handel, Hogarth, Goupy: Artistic intersections in Handelian biography", Early Music 37/4 (November 2009), 577–596.
- Bernd W. Krysmanski, Hogarth's Hidden Parts: Satiric Allusion, Erotic Wit, Blasphemous Bawdiness and Dark Humour in Eighteenth-Century English Art (Hildesheim, Zurich, New York: Olms-Verlag, 2010 ISBN 978-3487144719)
- Johann Joachim Eschenburg, Über William Hogarth und seine Erklärer, ed. Till Kinzel (Hanover: Wehrhahn, 2013 ISBN 978-3-8652-5347-7)
- Cynthia Ellen Roman, ed., Hogarth's Legacy (New Haven and London: Yale University Press, 2016)
- Elizabeth Einberg, William Hogarth: A Complete Catalogue of the Paintings (New Haven and London, Yale University Press for Paul Mellon Centre for Studies in British Art, 2016)